# Alex Pullin
Pour les articles homonymes, voir Pullin (homonymie).
Alex Pullin (surnommé Chumpy), né le 20 septembre 1987 à Mansfield (Victoria) et mort le 8 juillet 2020, à Gold Coast (Queensland), est un snowboardeur australien spécialiste du snowboardcross. 
Il remporte deux fois le championnat du monde de cross en 2011 et en 2013.

## Biographie
Alex Pullin était le porte-drapeau de l'Australie aux JO de Sotchi.
Depuis 2012, il partageait sa vie avec la mannequin Ellidy Vlug.

### Accident et décès
Alex Pullin meurt par noyade le 8 juillet 2020 dans la région de la Gold Coast (État du Queensland en Australie) alors qu'il pêchait au harpon en apnée au large de la plage de Palm Beach. Son corps inanimé est découvert au fond de l'eau par un plongeur pratiquant le snorkeling, lequel sollicite immédiatement l'aide de surfeurs pour le sortir de l'eau. L'alerte donnée, un sauveteur en scooter de mer vient les seconder pour ramener Alex Pullin sur la plage où il est pris en charge par les secours qui tenteront en vain de le réanimer durant 35 minutes. Son décès est officiellement prononcé peu avant 11h15.
Selon les constatations de la police du Queensland, Alex Pullin aurait été victime d'un accident d'hypoxie communément nommé Rendez-vous syncopal des sept mètres. Au moment de l'accident, il portait une ceinture de plongée lestée.

## Palmarès

### Jeux olympiques d'hiver
- Jeux olympiques d'hiver de 2010 : 17e du snowboardcross
- Jeux olympiques d'hiver de 2014 : 13e du snowboardcross
- Jeux olympiques d'hiver de 2018 : 6e du snowboardcross

### Championnats du monde
- Championnats du monde de 2011 à La Molina (Espagne) :
  -  Médaille d'or en snowboardcross
- Championnats du monde de 2013 à Stoneham (Canada) :
  -  Médaille d'or en snowboardcross
- Championnats du monde de 2017 à Sierra Nevada (Espagne) :
  -  Médaille de bronze en snowboardcross

### Coupe du monde
- 1 gros globe de cristal :
  - Vainqueur du classement snowboard cross en 2013.
- 1 petit globe de cristal :
  - Vainqueur du classement du snowboard cross 2011.
- 20 podiums dont 9 victoires en course.

Détail des victoires :
- 12 mars 2010 : Valmalenco
- 25 mars 2011 : Arosa
- 9 mars 2013 : Arosa
- 16 mars 2013 : Veysonnaz
- 15 mars 2015 : Veysonnaz
- 20 mars 2016 : Baqueira Beret
- 12 février 2017 : Feldberg

### Championnats du monde juniors
- Médaille de bronze à Bad Gastein en 2007.